# Bechhofen 8 (Neuendettelsau)

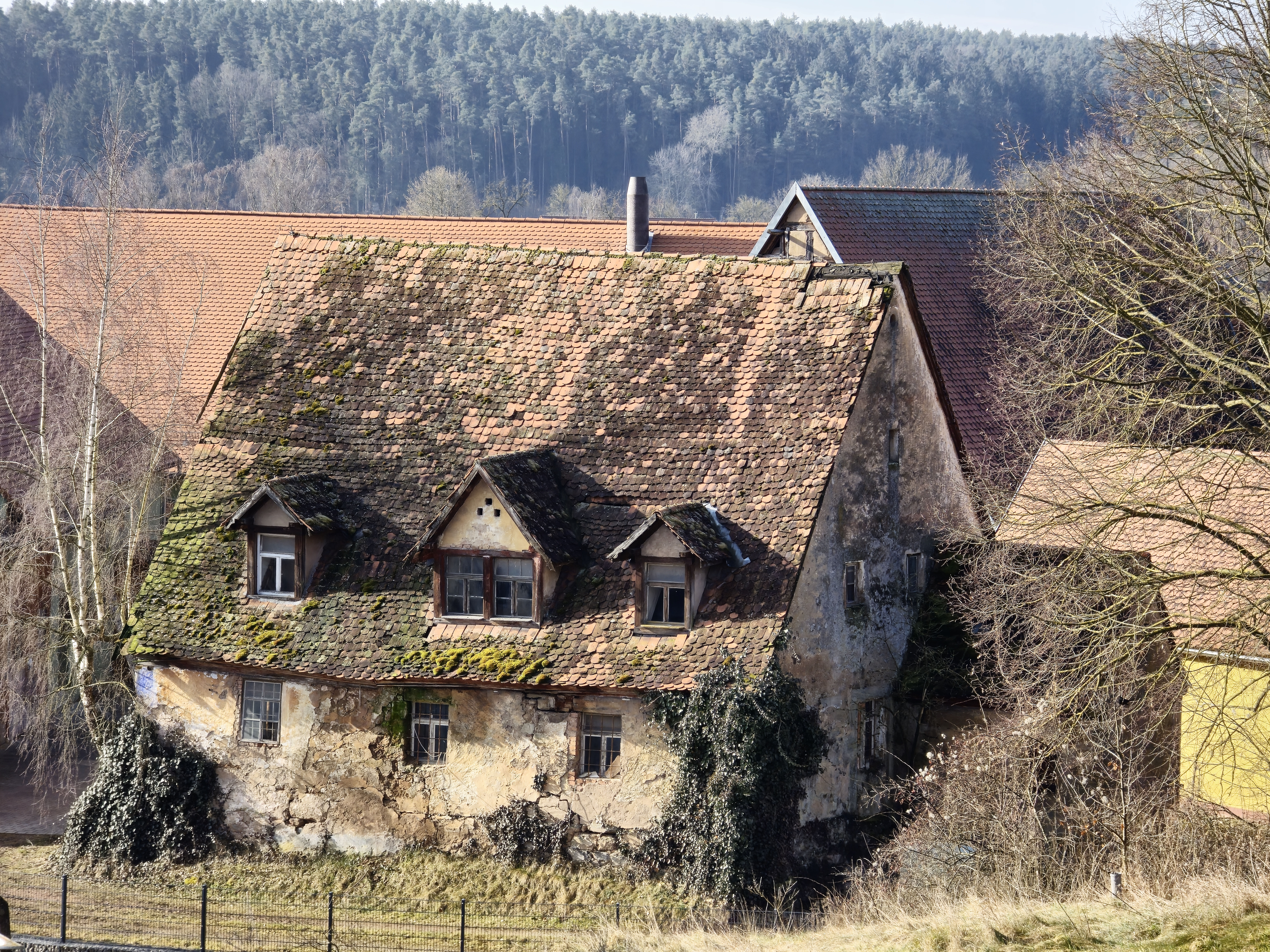
Nordseite

Ostseite

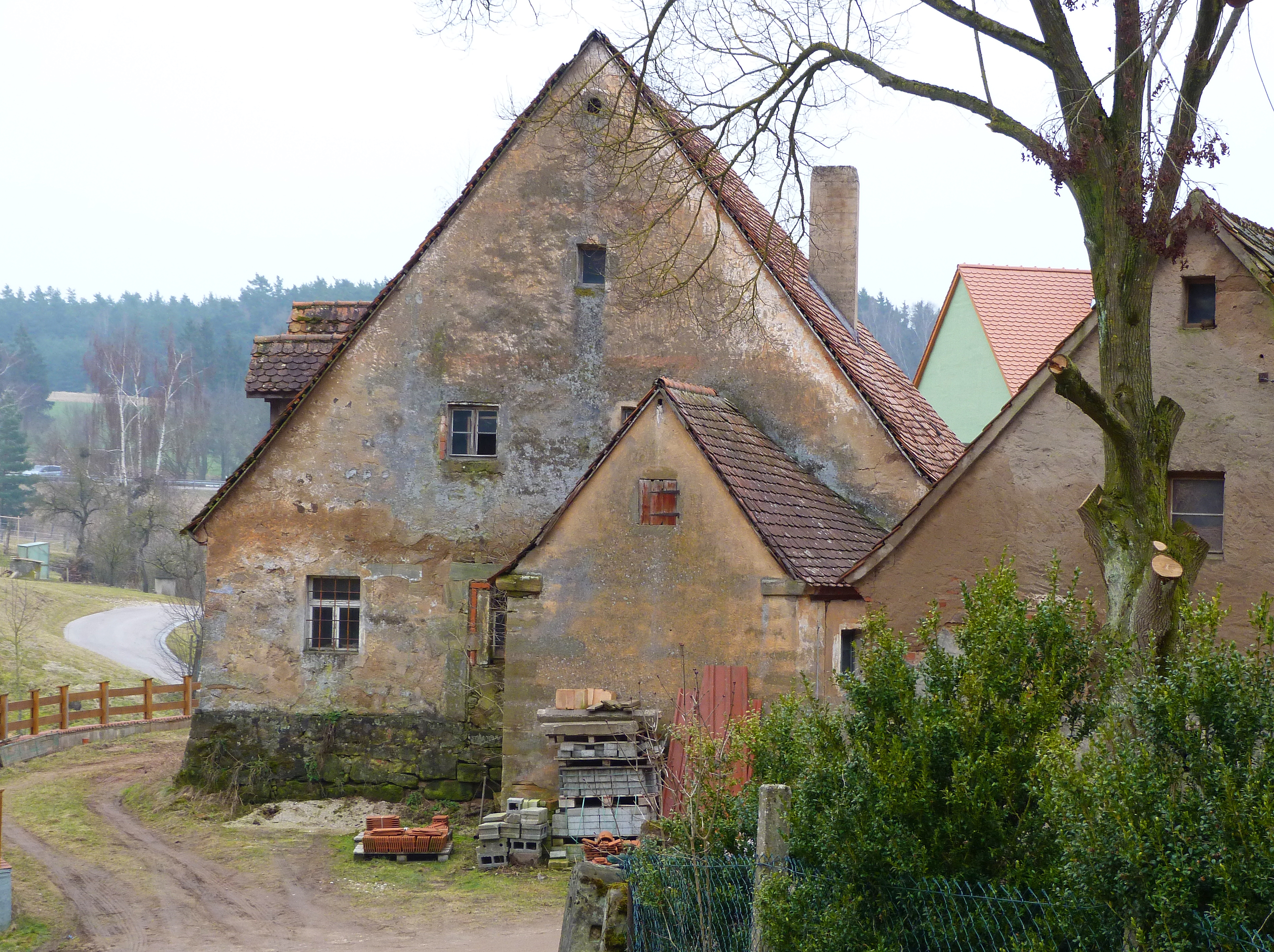
Westseite

Bechhofen 8 ist ein denkmalgeschütztes Gebäude in Neuendettelsau. Das Anwesen liegt in der Flurnummer 13a auf einer Höhe von 386 m ü. NHN nördlich der Fränkischen Rezat und südlich der Staatsstraße 2223. Unter der preußischen Verwaltung (1792–1806) des Fürstentums Ansbach erhielt das Anwesen bei der Vergabe der Hausnummern die Nr. 8 des Ortes Bechhofen.

## Geschichtliches
Der Halbhof bildete mit Haus Nr. 7, ebenfalls ein Halbhof, ursprünglich eine Einheit. Zu den Anwesen gehörten 66,77 bzw. 80,23 Tagewerk Ackerland. Sie haben von allen Anwesen in Bechhofen den größten Anteil an Fläche. 1360 wurde vom Anwesen (Haus Nr. 8) ein Benefizium am Petrusaltar von St. Sebald errichtet, was durch eine Schenkung des damaligen Eigentümers Otto von Kornburg ermöglicht wurde. Ab 1525 unterstand der Hof dem Landesalmosenamt Nürnberg, der fortan für die Verwaltung solcher kirchlichen Stiftungen zuständig war.
Die Besitzer lassen sich bis 1777 zurückverfolgen. In diesem Jahr erbten Johann Matthias Seitzinger, Johann Stephan Schreiner, Wolfgang Schömonis sowie Johann Wolfgang Seitzinger das Anwesen. Seitdem wird dieses „Seitzinger Halbhof“ genannt.

## Baubeschreibung
Wann das ursprüngliche Haus abgerissen wurde, ist unklar. Ebenso unklar ist es, ob und wenn ja wie viele Vorgängerbauten das heute stehende Haus hat. G. P. Fehring datiert es ins 18./19. Jahrhundert.
Das Gebäude hat einen rechteckigen Grundriss mit einem dreigeschossigem Giebel und schließt mit einem Satteldach ab. Es hat drei Fensterachsen an der Süd- und Nordseite. Das erste Giebelgeschoss ist ausgebaut. An der Nordseite gibt es drei Giebelgauben, wobei die mittlere Gaube mit einem Doppelfenster ausgestattet ist, die beiden anderen Gauben mit einem Fenster. An der Ostseite weist das Gebäude teilweise Fachwerk auf. An der Westseite schließt ein eingeschossiges Nebengebäude mit Satteldach an.